# Erwin Rohde

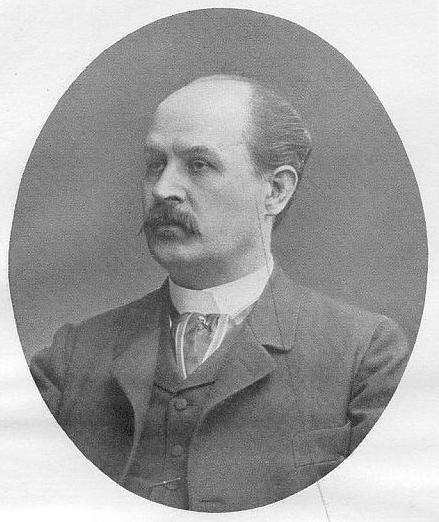
Erwin Rohde.

Erwin Rohde, född den 9 oktober 1845 i Hamburg, död den 11 januari 1898 i Heidelberg, var en tysk klassisk filolog.
Rohde studerade i Bonn och Leipzig, blev docent i Kiel 1870 och extra ordinarie professor där 1872, professor i Jena 1876, i Tübingen 1878, i Leipzig våren 1886 och i Heidelberg hösten samma år. Rohde var en konstnärligt fin och djupt kännande natur, på vilken Schopenhauer och Richard Wagner, men främst hans nära vän Friedrich Nietzsche inverkade. 
Främst genom sina två huvudarbeten, Der griechische Roman und seine Vorläufer (1876; 3:e upplagan 1914) och Psyche. Seelencult und Unsterblichkeitsglaube der Griechen (2 band, 1890-94; 4:e upplagan 1907), blev Rohde bekant och verkade befruktande långt utanför de facklärdas krets. 
Tysk romantik berör hans arbete Friedrich Creuzer und Karoline von Günderode. Briefe und Dichtungen (1896). Hans smärre skrifter rörande antik litteraturhistoria, kronologi med mera är samlade i Kleine Schriften (2 band, 1901), vartill sluter sig en biografi över Rohde av Otto Crusius (1902).